# Barokowy most w Dolní Moravici
Barokowy most w Dolní Moravici – nieczynny w ruchu kołowym, kamienny most drogowy nad rzeką Moravicą we wsi Dolní Moravice w Czechach (kraj morawsko-śląski), około 50 metrów na północny-wschód od skrzyżowania dróg Horní Moravice – Malá Morávka – Malá Štáhle. 1 listopada 1991 uzyskał status zabytku nr 13543/91.

## Historia i architektura
Barokowy most zbudowany z łupanego kamienia ma dwa łuki (jazda górą) i pochodzi najprawdopodobniej z XVIII wieku. Wznosząca się ku środkowi konstrukcja bez poręczy odpowiada rozwiązaniom znanym ze Szwecji, jednak tamtejsze mosty mają zwykle jedno przęsło. Dla bezpieczeństwa w 1993 zamontowano po bokach lekkie poręcze.
Obok mostu stoi barokowa rzeźba św. Jana Nepomucena datowana na rok 1751.